# Dorival Caymmi

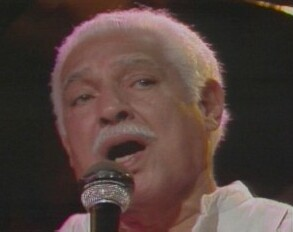
Dorival Caymmi

Dorival Caymmi (* 30. April 1914 in Salvador da Bahia; † 16. August 2008 in Rio de Janeiro) war einer der bedeutendsten brasilianischen Musiker.

## Leben
Der Sohn eines italienischen Einwanderers und einer schwarzen Baiana schrieb zahlreiche Klassiker der Música Popular Brasileira (MPB) wie O Samba da Minha Terra,  Saudade de Bahia, Rosa Morena, Promessa de Pescador und O Vento.
Obwohl er Bahia und seine Einwohner in seinen Liedern feiert und im brasilianischen Bewusstsein ein Inbegriff der bahianischen Kultur ist, zog er früh nach Rio de Janeiro, wo er in den 1930er Jahren Erfolg hatte und seitdem blieb. Seine ersten erfolgreichen Stücke komponierte er für die Sängerin Carmen Miranda, darunter O Que é Que a Baiana Tem?. Fünf Jahrzehnte lang komponierte er, spielte Gitarre, sang und leitete Bands und Orchester. Für viele Musiker der Bossa Nova, des nachfolgenden Tropicalismo und der MPB war er einer der einflussreichsten Musiker. So nahm unter anderem Gal Costa 1976 ein Album, Gal Canta Caymmi, mit Caymmi-Liedern auf.
Ihn verband eine Freundschaft mit dem berühmten Schriftsteller Jorge Amado, die bis zu dessen Tod anhielt.
Dorival Caymmi starb am 16. August 2008. Die Sängerin Nana Caymmi und der Songwriter und Gitarrist Dori Caymmi sind seine Kinder.